# Maurusa (Ort)
Maurusa ist ein osttimoresischer Ort im Suco Seloi Malere (Verwaltungsamt Aileu, Gemeinde Aileu).

## Geographie und Einrichtungen
Das Dorf Maurusa liegt mit seinem Zentrum in der Aldeia Maurusa auf einer Meereshöhe von 1015 m. Der Ostteil befindet sich in der Aldeia Taratihi. Die Straße, die beide Aldeias durchquert, passiert auch das Dorf Marusa.
Im Westteil des Dorfes Maurusa befinden sich die Grundschule Maurusa und die Zentrale Grundschule Dom Baumeta Suco Liurai sowie das Hospital Maurusa. Im Ostteil des Dorfes Maurusa steht eine Kirche.